# الله رکا (فیلم)
الله رکا (به هندی: Allah Rakha) فیلمی محصول سال ۱۹۸۶ و به کارگردانی کتان دسای است. در این فیلم بازیگرانی همچون جکی شروف، دیمپل کاپادیا، میناکشی سشادری، شامی کاپور، وحیده رحمان، بیندو، انوپم کهیر، باب کریستو، گلشن گروور ایفای نقش کرده‌اند.